# Petra Roth
Pour les articles homonymes, voir Roth.
Petra Roth, née le 9 mai 1945 à Brême, est une femme politique allemande membre du CDU, et bourgmestre de Francfort-sur-le-Main de 1995 à 2012.

## Biographie
Née dans une famille de commerçants de Brême, Roth a passé son premier baccalauréat au lycée Kippenberg puis suivi les cours d'une école commerciale avant de passer son diplôme d'assistante médicale à Fribourg-en-Brisgau. Elle emménage à Francfort en 1964. En 1969-70, elle est jeune fille au pair à Londres,.
Le 25 juin 1995, eurent lieu pour la première fois des élections au suffrage universel direct dans la ville de Francfort-sur-le-Main. Petra Roth fut élue, dès le premier tour de scrutin, bourgmestre de la ville par les habitants de Francfort, avec 51,9 % des voix. Elle prit officiellement ses fonctions le 5 juillet suivant. Elle fut entérinée dans ses fonctions de maire de la ville, pour un troisième mandat consécutif, le 28 janvier 2007, avec 60,5 % des voix.
En 2000, sa mise en cause en tant que présidente de la CDU hessoise dans l’affaire des caisses noires met un terme à la coalition SPD-CDU au conseil municipal de Francfort,,.
Elle a été élue, le 8 mai 2011, vice-présidente du conseil des villes allemandes (Deutscher Städtetag). Depuis juin 1997, elle y a travaillé, à tour de rôle, au total, six ans en tant que présidente, trois ans en tant que vice-présidente et au-delà un an en tant que présidente intérimaire.
Petra Roth préside, entre autres, le conseil d’administration de la Messe Frankfurt (Foires de Francfort) et elle est également membre du conseil d’administration de Fraport. Sur le plan international, elle représente la ville de Francfort, par exemple, auprès du comité des régions à Bruxelles ainsi qu’auprès du comité exécutif des Eurocities.

## Distinctions
- 2001 : Officier de l'ordre national de la Légion d'honneur
- 2005 : Doctor philosophiae honoris causa de l'université de Tel Aviv
- 2011 : Docteur honoris causa de l'université des femmes de Sookmyung de Séoul